# Lionel Pizzinat
Lionel Pizzinat, né le 9 août 1977 à Vernier à 300 mètres du Stade des Charmilles, est un footballeur suisse évoluant au poste de milieu de terrain.

## Clubs
- 1996-2001 :  Servette FC
  - 1999-jan. 2000 :  FC Lausanne-Sport (prêt)
- Janvier 2000-Juin 2000 :   Servette FC
- 2001-déc. 2004 :   AS Bari
  - 2004-déc. 2004 :   AC Venise (prêt)
- jan. 2005-2005 :   Hellas Vérone
- jan. 2006 -2013 :  Servette FC

## Palmarès
- 1999 : Champion de Suisse avec le Servette FC
- 2001 : Vainqueur de la Coupe de Suisse avec le Servette FC
- 2006 : Champion de Suisse de D3 (Groupe 1) avec le Servette FC